# Haley Ramm
Haley Michelle Ramm (Collin County, Texas, 26 de março de 1992) é uma atriz norte-americana.
Interpretou a Jean Grey no filme X-Men: The Last Stand , Violet simmons na sèrie da Hulu light as a feather  e Gwen Tennyson em Ben 10: Corrida Contra o Tempo.

## Família
- Max Ramm[1] - Irmão
- Brian Ramm - Pai
- Bárbara Ramm -- Mãe

## Biografia
Haley Ramm nasceu prematura com cinco semanas antes. Aos três anos, ela começou a dançar em estúdios locais e, aos sete, coreografava suas próprias danças de estilo livre em shows de talentos da escola. Seu amor pelo centro do palco levou à inscrição em aulas de atuação e, por recomendação de um professor, seus pais começaram a procurar um agente.
Quase imediatamente, ela assinou um contrato de agência e começou a fazer testes para comerciais e filmes independentes no Texas e arredores. Ela adora quebrar um personagem e, seja para um papel comercial ou cinematográfico, suas habilidades de atuação afiadas e facilidade na frente dos diretores de elenco a fizeram ser notada. Comerciais nacionais e trabalhos impressos para Hasbro e Dell Computers foram agendados imediatamente, seguidos por papéis em curtas-metragens e filmes independentes como o thriller Seventy-8 (2004), que estreou no Festival de Cinema de Hollywood.
Atuar foi uma explosão para Haley e sua família foi extremamente favorável. Como o Texas tem uma pequena indústria comercial e cinematográfica, as audições foram poucas e espaçadas e mal causaram uma agitação na agenda da família. Entre reservas e audições, Haley teve tempo para se apresentar com um grupo de dança local e assistir a aulas de atuação e workshops. Sempre próxima de Max, seu irmão mais velho, ela passava grande parte do tempo livre em seus jogos de hóquei.
Quando ela completou 11 anos, ficou claro que ela precisava estar em um mercado maior. Haley pediu à família que a deixasse tentar fazer sucesso em Los Angeles. Inacreditavelmente, em tão tenra idade, ela sabia que atuar era a carreira que ela queria. A decisão de dividir a família entre o Texas e a Costa Oeste foi difícil para seus pais. Isso significaria deixar seu pai e Max para trás e embarcar em um caminho desconhecido com sua mãe. Até então, sua incipiente carreira de atriz não havia perturbado a dinâmica familiar. Isso seria uma grande mudança. Incentivada por seus agentes locais e seu antigo treinador de atuação, e depois de muitas longas discussões, a família se comprometeu a deixá-la tentar LA
Depois de encontrar um gerente e passar apenas seis semanas em LA, ela reservou pequenos papéis como convidada em CSI: Crime Scene Investigation (2000) e Yes, Dear (2000). Esses papéis na televisão foram seguidos por dois comerciais nacionais. Em seguida, ela reservou o que seria sua estréia no cinema em Rumor Has It ... (2005). O filme dirigido por Rob Reiner passou por reescritas de roteiro e seu papel como "a jovem Jennifer Aniston" foi cortado para apenas fotos. Adotando uma atitude de "isso é show business", Haley não se intimidou. No mês seguinte, ela reservou o papel de Brittany Loud no thriller de Jodie Foster Flightplan (2005). Haley passou 10 semanas educativas trabalhando com Jodie e outros atores talentosos, como Erika Christensen, Peter Sarsgaard, Kate Beahan e Sean Bean. O diretor Robert Schwentke ensinou-lhe muito sobre o negócio do cinema.
Poucos meses depois de completar "Flightplan", ela reservou o papel de Kelly Beardsley, filha de Dennis Quaid, na comédia Yours, Mine & Ours (2005). Foi mais uma grande oportunidade de trabalhar com atores fenomenais. Dennis, Rene Russo e Jerry O'Connell provaram ser grandes modelos com forte ética de trabalho.
Haley continua trabalhando em LA e fez muitos grandes amigos desde que chegou. Suas raízes no Texas nunca ficam muito atrás, no entanto. Ela é conhecida por apertar o botão country/western no rádio do carro quando precisa sentir o gostinho de casa!

## Filmografia

### Filmes
| Ano  | Título                              | Papel                       | Notas             |
| ---- | ----------------------------------- | --------------------------- | ----------------- |
| 2002 | Slap Her... She's French            | Little Starla Grady         |                   |
| 2004 | Seventy-8                           | April Rowlands              |                   |
| 2005 | Flightplan                          | Brittany Loud               |                   |
| 2005 | Yours, Mine and Ours                | Kelly Beardsley             |                   |
| 2006 | X-Men: The Last Stand               | Jean Grey jovem             |                   |
| 2007 | Walking Tall: The Payback           | Samantha Jensen             | Direto para vídeo |
| 2007 | Into the Wild                       | Carine McCandless – 11 anos |                   |
| 2007 | Walking Tall: Lone Justice          | Samantha Jensen             | Direto para vídeo |
| 2007 | Mr. Blue Sky                        | Jessica Green               |                   |
| 2009 | Just Peck                           | Michelle                    |                   |
| 2010 | Skateland                           | Mary Wheeler                |                   |
| 2010 | Rubber                              | Teenage Fiona               |                   |
| 2010 | Almost Kings                        | Kallea                      |                   |
| 2011 | Red State                           | Maggie                      |                   |
| 2012 | Disconnect                          | Abby Boyd                   |                   |
| 2013 | Complicity                          | Lacy                        |                   |
| 2014 | Cowgirls 'n Angels: Dakota's Summer | Dakota Rose                 |                   |
| 2015 | ImagiGARY                           | Sarah                       |                   |
| 2015 | Victor                              | Sherry                      |                   |

### Televisão
| Ano       | Título                         | Papel                    | Notas                                                       |
| --------- | ------------------------------ | ------------------------ | ----------------------------------------------------------- |
| 2004      | CSI: Crime Scene Investigation | Emily                    | Episódio: "Turn of the Screws"                              |
| 2004      | Yes, Dear                      | Georgia                  | Episódio: "Couples Therapy"                                 |
| 2005      | Catscratch                     | Caitlin #1 (voz)         | Episódios: "Slumber Party", "Tale of the Tail"              |
| 2005–2006 | CSI: Miami                     | Jennifer Wilson – 9 anos | Episódios: "Under Suspicion", "Skeletons"                   |
| 2006      | Grey's Anatomy                 | Shannon                  | Episódios: "Time Has Come Today"                            |
| 2007      | ER                             | Tasha                    | Episódio: "Crisis of Conscience"                            |
| 2007      | Ben 10: Race Against Time      | Gwen Tennyson            | Filme para televisão                                        |
| 2007–2008 | Without a Trace                | Jen Long                 | Papel recorrente (6 episódios)                              |
| 2008      | Eleventh Hour                  | Emily Stanner            | Episódio: "Agro"                                            |
| 2009      | The New 20's                   | Kayla                    | Curta para televisão                                        |
| 2009      | The Unit                       | Amber                    | Episódio: "Hill 60"                                         |
| 2009      | iCarly                         | Missy Robinson           | Episódio: "iReunite with Missy"                             |
| 2009      | Hawthorne                      | Devon                    | Episódio: "Trust Me"                                        |
| 2009      | Three Rivers                   | Megan O'Leary            | Episódio: "Where We Lie"                                    |
| 2010      | The Odds                       | Molly Cooper             | Filme para televisão                                        |
| 2010      | Bond of Silence                | Jordan                   | Filme para televisão                                        |
| 2010      | Lie to Me                      | Amy                      | Episódio: "Darkness and Light"                              |
| 2010      | NCIS: Los Angeles              | Amanda                   | Episódio: "Little Angels"                                   |
| 2011      | Worst. Prom. Ever.             | Heather Spencer          | Filme para televisão                                        |
| 2011      | L.A. Noire                     | Jessica Hamilton (voz)   | Vídeo-game                                                  |
| 2011      | The Protector                  | Madison                  | Episódio: "Class"                                           |
| 2012      | The Mentalist                  | Liesl Braddock           | Episódio: "Ruddy Cheeks"                                    |
| 2013      | Nikita                         | Helen Collins            | Episódios: "Broken Home"                                    |
| 2014–2015 | Chasing Life                   | Brenna Carver            | Papel principal                                             |
| 2016      | The Originals                  | Ariane                   | Episódios: "Wild at Heart", "Dead Angels"                   |
| 2016      | Mistresses                     | Stacey North             | Episódios: "Blurred Lines" and "Bridge Over Troubled Water" |
| 2016      | Good Girls Revolt              | Marybeth                 | Episódio: "The Folo"                                        |
| 2016      | Notorious                      | Maya Hartman             | Episódios: "The Burn Book", "Choice"                        |

|2019    Light as a Feather Violet simmons  Principal